# Engelsburg (Neustift)

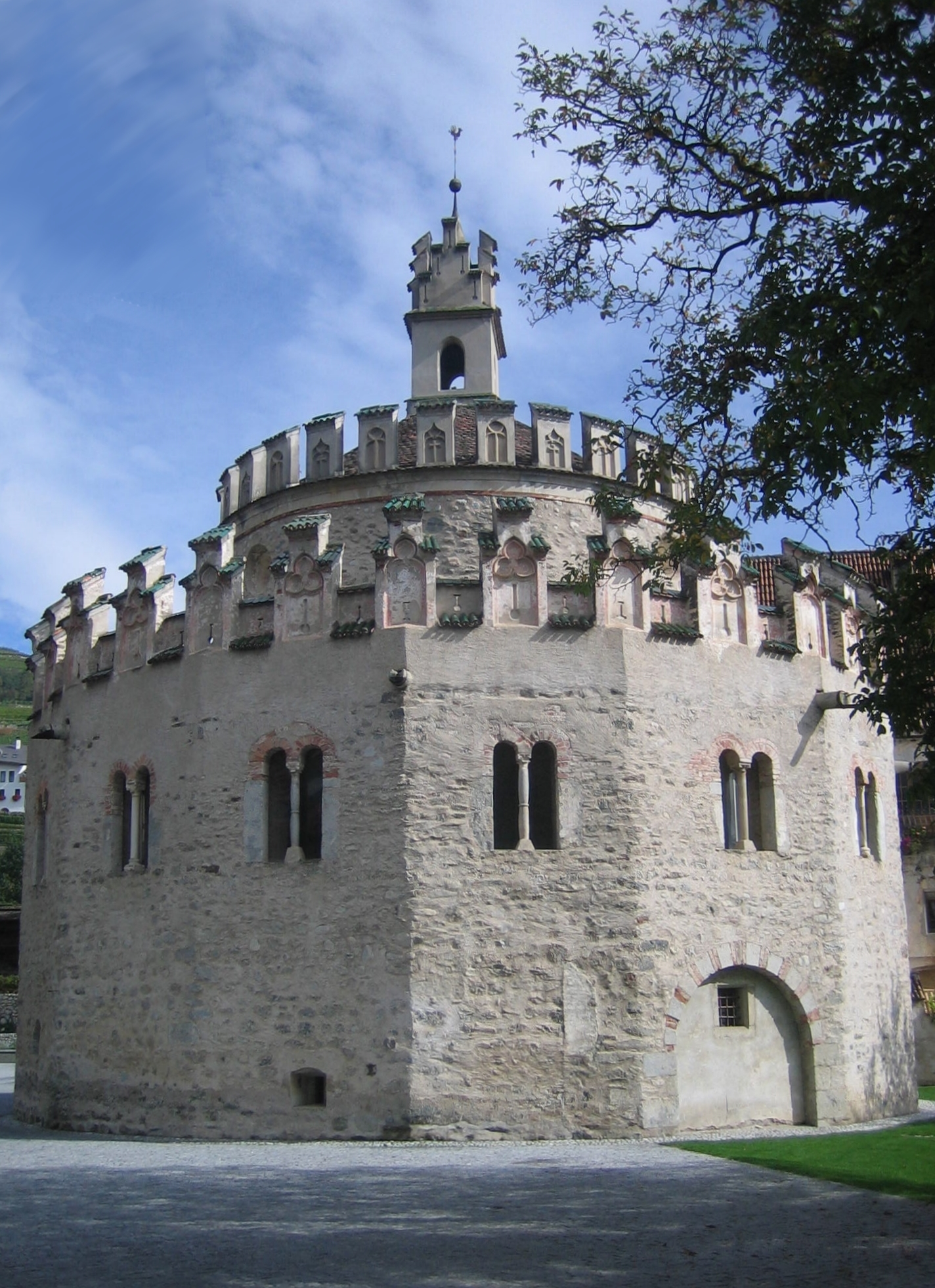
Engelsburg in Vahrn

Die Engelsburg in Neustift in Südtirol ist eine ehemalige Kapelle in unmittelbarer Nähe zum Kloster Neustift. Erbaut wurde der dem Erzengel Michael geweihte und daher auch Michaelskapelle genannte Sakralbau aus dem ausgehenden 12. Jahrhundert. Der Bau wurde von Propst Konrad initiiert und 1198/99 geweiht. Vorbild war wohl die Engelsburg in Rom. 
Der romanische Zentralbau, das größte mittelalterliche Bauwerk dieser Art in Tirol, ist als Sechzehneck polygonal ausgeformt. Das Erdgeschoss verfügt über ein wuchtiges Bandrippengewölbe; im Obergeschoss liegt in einem runden Raum die eigentliche Kapelle, die in einem überdachten Gang umschritten werden kann. Darüber befindet sich eine Kuppel. Das Treppentürmchen und die Zinnen stammen aus der Zeit zwischen 1493 und 1502 unter Propst Lukas Härber.
Die unmittelbar vor der eigentlichen Klosteranlage stehende Kapelle diente wohl als Andachtsort bzw. als Hospital für vorbeiziehende Pilger. Heute wird sie als Ausstellungsort genutzt.